# Рей Парлор
Реймонд «Рей» Парлор (англ. Raymond Parlour, нар. 7 березня 1973, Ромфорд) — англійський футболіст, що грав на позиції півзахисника. Чотириразовий володар Кубка Англії, володар Кубка англійської ліги, триразовий чемпіон Англії, володар Кубка Кубків УЄФА. 
Виступав, зокрема, за клуб «Арсенал», а також національну збірну Англії.

## Клубна кар'єра
Народився 7 березня 1973 року в місті Ромфорд. Вихованець футбольної школи клубу «Арсенал». Дорослу футбольну кар'єру розпочав 1992 року в основній команді того ж клубу, в якій провів дванадцять сезонів, взявши участь у 339 матчах чемпіонату. Більшість часу, проведеного у складі лондонського «Арсенала», був основним гравцем команди. За цей час чотири рази виборював титул володаря Кубка Англії, ставав володарем Кубка англійської ліги, чемпіоном Англії (тричі), володарем Кубка Кубків УЄФА.
Згодом з 2004 по 2007 рік грав у складі команди «Мідлсбро». Завершив професійну кар'єру 2007 року, після виступів за «Галл Сіті», якому допоміг утриматися в Чемпіоншипі.
2012 року, разом з декількома колишніми футболістами, приєднався до клубу «Вемблі», щоб допомогти йому пробитися до фіналу Кубка Англії, який мав проводитись саме на стадіоні «Вемблі». Після успішного проходження першого раунду, команда вилетіла від «Аксбриджа». Окрім Парлора за «Вемблі» виступали інші зіркові ветерани, так як Грем Ле Со, Мартін Кіоун, Клаудіо Каніджа та Браян Макбрайд.

## Виступи за збірні
Протягом 1992–1994 років залучався до складу молодіжної збірної Англії. На молодіжному рівні зіграв у 12 офіційних матчах.
1998 року  захищав кольори олімпійської збірної Англії. У складі цієї команди провів 1 матч.
1998 року дебютував в офіційних матчах у складі національної збірної Англії. Протягом кар'єри у національній команді, яка тривала усього 3 роки, провів у формі головної команди країни 10 матчів.

## Статистика виступів
| Клуб              | Сезон             | Дивізіон               | Ліга  | Ліга | Кубок Англії | Кубок Англії | Кубок ліги | Кубок ліги | Інше  | Інше | Усього | Усього |
| Клуб              | Сезон             | Дивізіон               | Матчі | Голи | Матчі        | Голи         | Матчі      | Голи       | Матчі | Голи | Матчі  | Голи   |
| ----------------- | ----------------- | ---------------------- | ----- | ---- | ------------ | ------------ | ---------- | ---------- | ----- | ---- | ------ | ------ |
| «Арсенал»         | 1991–92           | Перший дивізіон        | 6     | 1    | 0            | 0            | 0          | 0          | 0     | 0    | 6      | 1      |
| «Арсенал»         | 1992–93           | Прем'єра-ліга          | 21    | 1    | 4            | 1            | 4          | 0          | 0     | 0    | 29     | 2      |
| «Арсенал»         | 1993–94           | Прем'єра-ліга          | 27    | 2    | 3            | 0            | 2          | 0          | 0     | 0    | 32     | 2      |
| «Арсенал»         | 1994–95           | Прем'єра-ліга          | 30    | 0    | 2            | 0            | 5          | 0          | 9     | 0    | 46     | 0      |
| «Арсенал»         | 1995–96           | Прем'єра-ліга          | 22    | 0    | 0            | 0            | 4          | 0          | 0     | 0    | 26     | 0      |
| «Арсенал»         | 1996–97           | Прем'єра-ліга          | 30    | 2    | 3            | 0            | 1          | 0          | 2     | 0    | 36     | 2      |
| «Арсенал»         | 1997–98           | Прем'єра-ліга          | 34    | 5    | 7            | 1            | 4          | 0          | 2     | 0    | 47     | 6      |
| «Арсенал»         | 1998–99           | Прем'єра-ліга          | 35    | 6    | 7            | 0            | 0          | 0          | 5     | 0    | 47     | 6      |
| «Арсенал»         | 1999–2000         | Прем'єра-ліга          | 30    | 1    | 1            | 0            | 2          | 0          | 12    | 4    | 45     | 5      |
| «Арсенал»         | 2000–01           | Прем'єра-ліга          | 33    | 4    | 4            | 0            | 0          | 0          | 10    | 2    | 47     | 6      |
| «Арсенал»         | 2001–02           | Прем'єра-ліга          | 27    | 0    | 4            | 2            | 1          | 0          | 8     | 0    | 40     | 2      |
| «Арсенал»         | 2002–03           | Прем'єра-ліга          | 19    | 0    | 6            | 0            | 0          | 0          | 3     | 0    | 28     | 0      |
| «Арсенал»         | 2003–04           | Прем'єра-ліга          | 25    | 0    | 3            | 0            | 3          | 0          | 6     | 0    | 37     | 0      |
| «Арсенал»         | Усього            | Усього                 | 339   | 22   | 44           | 4            | 26         | 0          | 57    | 6    | 466    | 32     |
| «Мідлсбро»        | 2004–05           | Прем'єра-ліга          | 33    | 0    | 2            | 0            | 0          | 0          | 6     | 0    | 41     | 0      |
| «Мідлсбро»        | 2005–06           | Прем'єра-ліга          | 13    | 0    | 2            | 0            | 0          | 0          | 4     | 0    | 19     | 0      |
| «Мідлсбро»        | 2006–07           | Прем'єра-ліга          | 0     | 0    | 0            | 0            | 0          | 0          | 0     | 0    | 0      | 0      |
| «Мідлсбро»        | Усього            | Усього                 | 46    | 0    | 4            | 0            | 0          | 0          | 10    | 0    | 60     | 0      |
| «Галл Сіті»       | 2006–07           | Чемпіоншип             | 15    | 0    | 0            | 0            | 0          | 0          | 0     | 0    | 15     | 0      |
| «Вемблі»          | 2012–13           | Об'єднана ліга графств | 0     | 0    | 1            | 0            | 0          | 0          | 0     | 0    | 1      | 0      |
| Усього за кар'єру | Усього за кар'єру | Усього за кар'єру      | 400   | 22   | 49           | 4            | 26         | 0          | 67    | 6    | 542    | 32     |

## Титули і досягнення
- Володар Кубка Англії (4):

«Арсенал»:  1992-1993, 1997-1998, 2001-2002, 2002-2003
- Володар Кубка англійської ліги (1):

«Арсенал»:  1992-1993
- Чемпіон Англії (3):

«Арсенал»:  1997-1998, 2001-2002, 2003-2004
- Володар Суперкубка Англії (3):

«Арсенал»: 1998, 1999, 2002
- Володар Кубка Кубків УЄФА (1):

«Арсенал»:  1993-1994